# 莫哈末纳西·依布拉欣菲克里
莫哈末·纳西·依布拉欣·菲克里（1957年3月4日—），马来西亚从政者，为巫统党员。他曾经于2008年马来西亚大选代表国民阵线当选为登嘉楼瓜拉尼鲁斯的国会议员，2013年败给民联伊斯兰党的凯鲁丁阿曼 。他曾经于2004年马来西亚大选担任过登嘉楼州立法议会武吉敦卡州议员。